# Circle of Friends
Circle of Friends (br Três Amigas e uma Traição) é um filme de drama irlando-britânico ou irlando-estadunidense, realizado por Pat O'Connor em 1995, com roteiro baseado no livro Circle of Friends, da escritora Maeve Binchy.

## Sinopse
Era uma vez, nos anos 50, as três amigas chamaram-se Bernadette "Benny" Hogan (Minnie Driver), Eve Malone (Geraldine O'Rawe) e Nan Mahon (Saffron Burrows) que ensinaram-se na escola da universidade com o seu professor (Ciarán Hinds). No dia seguinte, Benny encontra com o homem dos seus sonhos, Jack Foley (Chris O'Donnell) e que se apaixonam-se de todos os momentos. Benny, Eve e Nan nunca se separam com Jack e na verdade não podem fazer escândalo. O amor e a alegria tornam-se inesperadamente com a relação amorosa entre Benny e Jack.

## Literatura
- Rockett, Kevin (1997). The Irish Filmography: Fiction Films 1896-1996 (em inglês). [S.l.]: Hollywood Film Archive. 766 páginas. ISBN 0913616354